# Ana întreită

Pictura „Sfânta Ana, Fecioara și Pruncul cu mielul”, de Leonardo da Vinci

Ana întreită (fr. Anne trinitaire, germ. Anna Selbdritt, engl. Ann mettercia, it. Anna metterza) este o temă iconografică frecventă in arta medievală, constând din reprezentarea Anei, împreună cu fiica sa Maria si copilul Isus. 
Tablouri cu această temă au fost pictate în trecut de unii mari maeștri precum Albrecht Dürer, Agnolo Bronzino, Caravaggio, Domenico Ghirlandaio, Leonardo da Vinci, Lucas Cranach cel Bătrân, Nicolas Poussin etc.
În pictura murală din Transilvania se întâlnește o variantă iconografică rară: „Ana întreită cu fericitele neamuri” (în Biserica Reformată-Calvină din Sântana de Mureș, județul Mureș), în care, alături de personajele amintite, apar alte două fiice ale Anei, și anume Maria Cleophe (cu copiii Iacob cel mic, Simon, Iuda Tadeus și Iosif) și Maria Salome (cu copiii Iacob cel mare și Ioan Evanghelistul).